# Patrik Rosengren

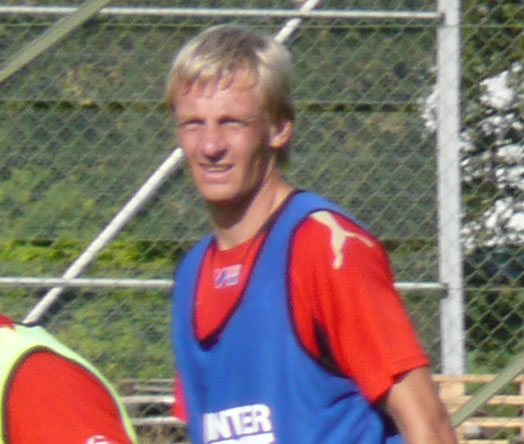
Patrik „Bagarn“ Rosengren im August 2007 im Training bei Kalmar FF

Patrik Rosengren (* 25. Juli 1971 in Sölvesborg) ist ein ehemaliger schwedischer Fußballspieler. Der Abwehrspieler gewann mit Kalmar FF jeweils einmal die schwedische Meisterschaft und den Landespokal.

## Werdegang
Rosengren erlernte das Fußballspielen in der Jugend des Mjällby AIF. Als Nachwuchsspieler rückte er Ende der 1980er Jahre in den Kader der seinerzeit zweitklassigen Wettkampfmannschaft auf. Nach dem Abstieg des Klubs in die Drittklassigkeit Ende 1990 etablierte er sich als Stammspieler und kehrte mit dem Klub im folgenden Jahr bereits wieder in die zweithöchste Spielklasse zurück. Hier behielt er seinen Stammplatz, wenngleich der Klub in den Spielzeiten 1994 und 1995 erneut nur drittklassig antrat. Ende 1999 qualifizierte er sich mit dem Klub für die neu eingeführte eingleisige Superettan als zweiter Spielklasse in Schweden. Mit jeweils 29 Spieleinsätzen trug er zweimal hintereinander zum Erreichen des Relegationsplatzes zur Allsvenskan bei, die Mannschaft scheiterte jedoch an BK Häcken respektive dem IFK Norrköping.
Rosengren hatte jedoch höherklassig überzeugt und mit Beginn des Jahres 2002 schloss er sich dem Erstligisten Kalmar FF an. Unter Trainer Nanne Bergstrand gehörte er auch bei seinem neuen Klub direkt zu den Stammspielern, die Mannschaft stieg jedoch am Ende der Spielzeit 2002 aus dem schwedischen Oberhaus ab. Mit 22 Saisoneinsätzen in der Superettan trug er zum direkten Wiederaufstieg bei, anschließend verhalf er der Mannschaft als Stammkraft in der Innenverteidigung zur Etablierung in der Allsvenskan. Zwar verpasste diese in der Spielzeit 2007 mit einem Punkt Rückstand auf IFK Göteborg als Vizemeister den Titelgewinn in der Meisterschaft, beim Aufeinandertreffen der beiden Klubs im Pokalendspiel bildete er gemeinsam mit Arthur Sorin, Tobias Carlsson und Mikael Eklund vor Torhüter Petter Wastå die Abwehrreihe, die bei Treffern von Patrik Ingelsten und dem zweimal erfolgreichen César Santin keinen Gegentreffer zuließ und somit den dritten landesweiten Titelgewinn in der Vereinsgeschichte garantierte.
In der folgenden Spielzeit entwickelte sich ein Zweikampf mit IF Elfsborg um die Meisterschaft. Mit erneut 22 Spieleinsätzen war Rosengren letztlich am ersten Gewinn des Meistertitels an der Seite von Spielern wie Viktor Elm, Henrik Rydström und Rasmus Elm beteiligt. Im Anschluss verließ er jedoch den Klub und kehrte zu seinem Heimatverein zurück, bei dem er kurz nach Saisonende einen Ein-Jahres-Vertrag unterzeichnete. Mit dem Klub stieg er in die Allsvenskan auf und in den folgenden Jahren verlängerte er jeweils seinen Vertrag um eine Spielzeit. Im Oktober 2012 verkündete er letztlich das Ende der aktiven Karriere im Alter von 41 Jahren zum Saisonende.
Ende November wurde bekannt, dass Rosengren als zukünftiger Nachwuchstrainer von Mjällby AIF vorgesehen ist. Nach der Entlassung des bisherigen Cheftrainers Lars Jacobsson im Juli 2014 komplettierte er als Trainerassistent den Trainerstab des neu verpflichteten Anders Linderoth.